# Retinopatija
Retinopatija je opšti pojam koji se odnosi na neki oblik neupalnog oštećenja mrežnjače oka. Najčešće nastaje kao posledica neadekvatne prokrvrljenosti ili kao odraz nekog sistemskog oboljenja oka.

## Patofiziologija
Glavni uzroci retinopatije su:
- šećerna bolest
- arterijska hipertenzija
- prematuritet deteta
- anemija srpastih ćelija
- nasledni poremećaji
- radijacija - (izaziva radijacijsku retinopatiju; izloženost moze nastati prilikom radioterapije, slučajne izloženosti, ili nuklearne nesreće/incidenta
- direktna izloženost oka suncu
- lekovi
- nedovoljna prohodnost retinalne vene ili arterije

Mnogi tipovi retinopatije su progresivni i mogu dovesti do slepila, teškog gubitka ili slabljenja vida, naročito ako je zahvaćena žuta mrlja. 
Dijagnozu ove bolesti postavlja oftalmolog nakon oftalmoskopije. Terapija zavisi od uzroka bolesti.

## Odnos genetičke retinopatije sa drugim retkim genetičkim poremećajima
Nedavna otkrića ukazuju da veliki broj genetičkih poremećaja, genetičkih sindroma i genetičkih bolesti koji nisu u ranijoj medicinskoj literaturi bili povezani, mogu biti povezani u svom genetičkom korenu i biti uzrok varirajućih fenotipskih poremećaja. Genetički uzrokovane retinopatije rezultat su jedne ili više ciliopatija. Ostale poznate ciliopatije uključuju:
- primarnu cilijarnu diskineziju
- Bardet-Biedl sindrom
- policističnu bolest bubrega i jetre
- nefronoptozu
- Alstromov sindrom
- Meckel-Gruberov sindrom i dr.[1].

## Spoljašnje veze
- Značaj cilija Архивирано на веб-сајту  (11. март 2010)

|  | Molimo Vas, obratite pažnju na važno upozorenje u vezi sa temama iz oblasti medicine (zdravlja). |